# 飯塚警察署
飯塚警察署（いいづかけいさつしょ）は、福岡県警察が管轄する警察署の一つで、筑豊地区に属する。署長の階級は警視正で、筑豊地区で最大規模の警察署である。

## 所在地
- 福岡県飯塚市柏の森159番地26

（国道201号線沿い「飯塚警察署前」信号交差点角。）

## 管轄区域
- 飯塚市
- 嘉穂郡桂川町

## 沿革

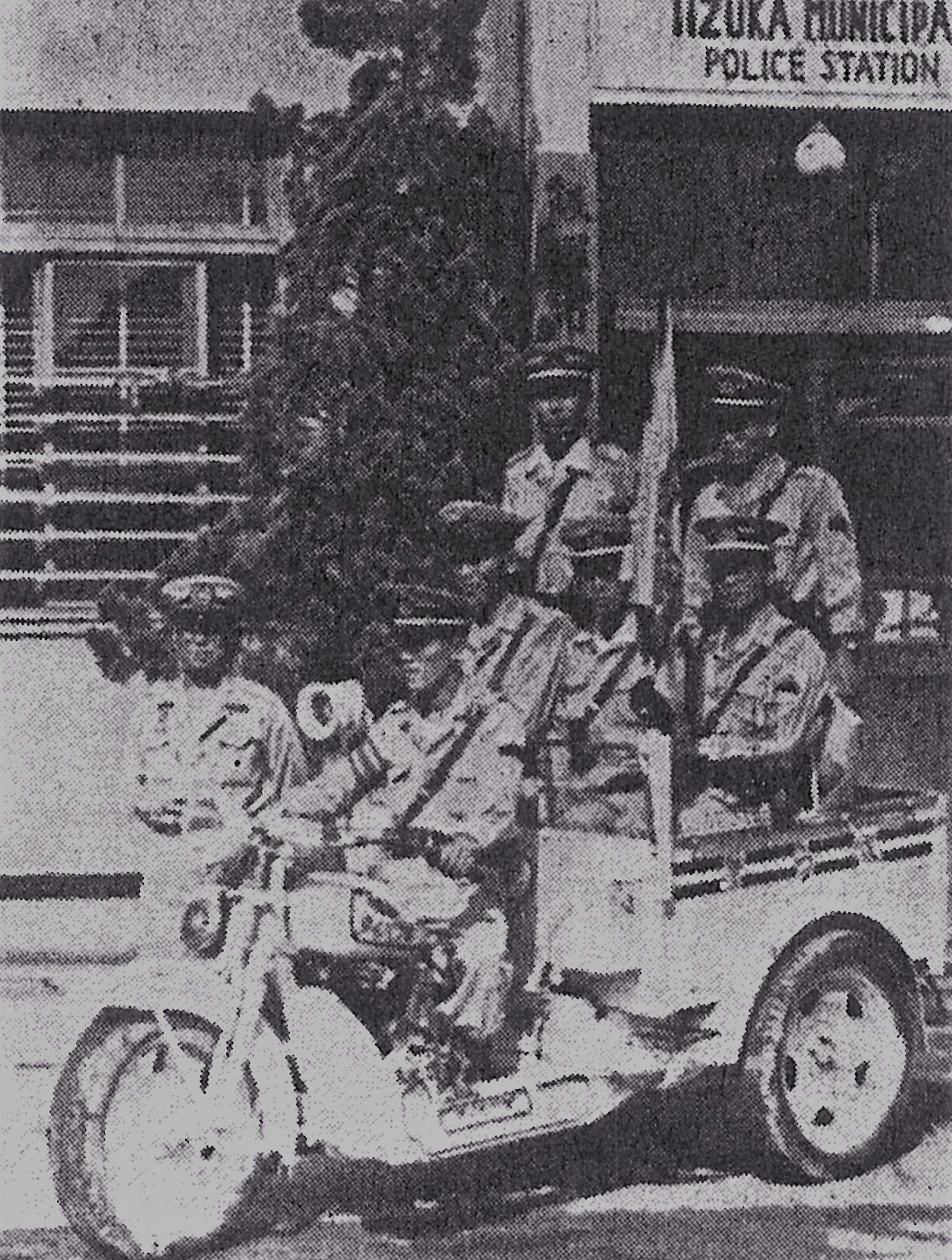
飯塚市警察署と同署に配備されたオート三輪（1950年）。外壁の英語表記が「Iiduka（いいづか）」ではなく「Iizuka（いいずか）」になっている。

- 1875年（明治8年）2月：飯塚村に民家を借りて警察業務を執行したことに始まる。
- 1876年（明治9年）2月：穂波郡第七大区飯塚分屯所が設置され、長尾に邏卒方詰所を置いた。
- 1877年（明治10年）2月：飯塚警察署として独立。
- 1900年（明治33年）5月：穂波郡飯塚町大字飯塚1078番地に木造2階建ての庁舎を新築。
- 1934年（昭和9年）5月：飯塚市大字宮ノ下に鉄筋3階建ての庁舎を新築し移転。
- 1948年（昭和23年）3月7日：旧警察法施行により自治体警察の飯塚市警察署と国家地方警察の嘉穂地区警察署に分離。
- 1954年（昭和29年）7月1日：改正警察法施行により福岡県警察が発足し、福岡県飯塚警察署となる。
- 1973年（昭和48年）7月1日：稲築警察署を統合。
- 1976年（昭和51年）11月10日：現在地に庁舎新築移転。
- 2003年（平成15年）8月27日：県下全域交番駐在所再編成により、26駐在所のうち24駐在所を廃止し、残る綱分、長尾駐在所を庄内、筑穂交番にそれぞれ変更（駐在所を全廃）。
- 2010年（平成22年）4月1日 - 県下警察署再編に伴い、飯塚警察署管轄区域であった嘉麻市旧稲築町（稲築才田、岩崎、漆生、鴨生、口春、平および山野）地域が嘉麻警察署管轄区域に編入され、管轄区域が縮小された[1]。

## 組織
副署長のほかに警視又は警視に相当する一般職員を充てる職として、会計と刑事の2管理官を課長の上に置く。
- 総務第一課
- 総務第二課
- 警察安全相談課
- 留置管理課
- 会計課
- 生活安全課
- 刑事第一課
- 刑事第二課
- 交通課
- 警備課
- 地域課

## 交番
| 名称           | 読み                 | 所在地                        |
| -------------- | -------------------- | ----------------------------- |
| 幸袋交番       | こうぶくろ           | 飯塚市幸袋62番地6             |
| 二瀬交番       | ふたせ               | 飯塚市横田818番地1            |
| 新飯塚駅前交番 | しんいいづかえきまえ | 飯塚市立岩2199番地9           |
| 宮町交番       | みやまち             | 飯塚市宮町1番36号             |
| 飯塚駅前交番   | いいづかえきまえ     | 飯塚市菰田西1丁目1番6号       |
| 桂川交番       | けいせん             | 嘉穂郡桂川町大字土師4052番地1 |
| 筑穂交番       | ちくほ               | 飯塚市長尾366番地2            |
| 穂波交番       | ほなみ               | 飯塚市忠隈393番地7            |
| 庄内交番       | しょうない           | 飯塚市綱分1668番地15          |
| 頴田交番       | かいた               | 飯塚市口原334番地1            |